# Moto Racer 2
Moto Racer 2 est un jeu de course  de motocross développé par Delphine Software International et publié par Electronic Arts pour la PlayStation et Microsoft Windows. Il fait partie de la série Moto Racer et est la suite de Moto Racer.
Le jeu a plus circuits que son prédécesseur et comporte en plus un éditeur de niveau. Moto Racer 2 suscité des critiques positives pour ses graphismes et sa jouabilité.

## Système de jeu
Dans Moto Racer 2, le joueur contrôle un motocycliste sur différents terrains; le jeu propose des courses de motocross et des courses de superbike de rue.
Le jeu contient 32 pistes de course et 16 motos réparties de manière égale entre les motocross et superbike et permet au joueur de modifier n'importe quelle piste du jeu à l'aide de l'éditeur de niveau.
Il contient un grand nombre de caractéristiques communes avec le jeu précédent dont un mode d'écran partagé dans la version PlayStation.
Le jeu permet aux joueurs de basculer entre le mode simulation et le mode arcade afin de choisir entre soit plus de réalisme ou d'expérience ludique.
Le jeu fonctionne sur une version modifiée du moteur original de Moto Racer, fournissant des textures détaillées au jeu et accroissant le nombre d’images par seconde.
Le joueur peut modifier la vue du cockpit pendant le jeu, lui permettant de voir l'intégralité de l'environnement lors de la conduite.